# محمد دار
محمد دار (مواليد 17 مارس 1975) لاعب كريكت بحريني. لعب في عام 2013 في دوري الكريكيت العالمي للدرجة السادسة.

## روابط خارجية
- محمد دار على موقع إي آس بي آن كريك إنفو (الإنجليزية)